# Rogers Cup 2013
Rogers Cup 2013 — профессиональный теннисный турнир, проводившийся в Торонто и Монреале, Канада на хардовых кортах.
Мужской турнир проводится в 124-й раз, имея в этом году категорию Мастерс; женское же соревнование проводится в 112-й раз и принадлежит к серии Премьер 5. Оба одиночных приза входили в цикл турниров US Open Series.
Турнир был проведен с 3 по 11 августа 2013.
Прошлогодние победители:
- мужской одиночный разряд —  Новак Джокович
- женский одиночный разряд —  Петра Квитова
- мужской парный разряд —  Боб Брайан /  Майк Брайан
- женский парный разряд —  Клаудиа Янс-Игначик /  Кристина Младенович

## US Open Series

### Мужчины
К третьей соревновательной неделе борьба за бонусные призовые выглядела следующим образом:
| Место | Игрок                  | Турниров 1 | Побед | Очков |
| ----- | ---------------------- | ---------- | ----- | ----- |
| 1     | Джон Изнер             | 2          | 1     | 115   |
| 2     | Хуан Мартин дель Потро | 1          | 1     | 70    |
| 3     | Кевин Андерсон         | 2          |       | 60    |
| 4-7   | Дмитрий Турсунов       | 1          |       | 25    |
| 4-7   | Томми Хаас             | 1          |       | 25    |
| 4-7   | Райан Харрисон         | 1          |       | 25    |
| 4-7   | Ллейтон Хьюитт         | 1          |       | 25    |
| 8-14  | Маркос Багдатис        | 1          |       | 15    |
| 8-14  | Джеймс Блейк           | 1          |       | 15    |
| 8-14  | Григор Димитров        | 1          |       | 15    |
| 8-14  | Иван Додиг             | 1          |       | 15    |
| 8-14  | Денис Истомин          | 1          |       | 15    |
| 8-14  | Маринко Матошевич      | 1          |       | 15    |
| 8-14  | Сантьяго Хиральдо      | 1          |       | 15    |

* — Золотым цветом выделены участники турнира.
1 — Количество турниров серии, в которых данный участник достиг четвертьфинала и выше (ATP Masters 1000) или 1/8 финала и выше (ATP 250 и ATP 500)

### Женщины
К третьей соревновательной неделе борьба за бонусные призовые выглядела следующим образом:
| Поз.  | Игрок               | Турниров 1 | Побед | Очков |
| ----- | ------------------- | ---------- | ----- | ----- |
| 1-2   | Саманта Стосур      | 1          | 1     | 70    |
| 1-2   | Доминика Цибулкова  | 1          | 1     | 70    |
| 3     | Агнешка Радваньская | 2          |       | 60    |
| 4     | Виктория Азаренко   | 1          |       | 45    |
| 5     | Урсула Радваньская  | 2          |       | 30    |
| 6-9   | Ана Иванович        | 1          |       | 25    |
| 6-9   | Сорана Кырстя       | 1          |       | 25    |
| 6-9   | Виржини Раззано     | 1          |       | 25    |
| 6-9   | Джейми Хэмптон      | 1          |       | 25    |
| 10-14 | Роберта Винчи       | 1          |       | 15    |
| 10-14 | Ольга Говорцова     | 1          |       | 15    |
| 10-14 | Вера Душевина       | 1          |       | 15    |
| 10-14 | Петра Квитова       | 1          |       | 15    |
| 10-14 | Варвара Лепченко    | 1          |       | 15    |

* — Золотым цветом выделены участники турнира.
1 — Количество турниров серии, в которых данный участник достиг четвертьфинала и выше (Premier) или 1/8 финала и выше (Premier 5 и Premier Mandatory)

## Соревнования

### Мужчины одиночки
Рафаэль Надаль обыграл  Милоша Раонича со счётом 6-2, 6-2.
- Надаль выигрывает 8-й титул в сезоне и 58-й за карьеру в основном туре ассоциации.
- Раонич уступает 1-й финал в сезоне и 4-й за карьеру в основном туре ассоциации.
- Представитель Канады пробился в полуфинал Открытого чемпионата этой страны в мужском одиночном разряде в первый раз с 1969 года, а в финал в первый раз с 1958 года (в полуфинале играли Раонич и Вашек Поспишил, в финале Раонич)[1].

### Женщины одиночки
Серена Уильямс обыграла  Сорану Кырстю со счётом 6-2, 6-0.
- Серена Уильямс выигрывает 8-й титул в сезоне и 54-й за карьеру в туре ассоциации.
- Сорана Кырстя уступает 1-й финал в сезоне и 2-й за карьеру в туре ассоциации.

### Мужчины пары
Александр Пейя /  Бруно Соарес обыграли  Энди Маррея /  Колина Флеминга со счётом 6-4, 7-6(4).
- Пейя выигрывает 4-й титул в сезоне и 9-й за карьеру в основном туре ассоциации.
- Соарес выигрывает 5-й титул в сезоне и 15-й за карьеру в основном туре ассоциации.

### Женщины пары
Катарина Среботник /  Елена Янкович обыграли  Анну-Лену Грёнефельд /  Квету Пешке со счётом 5-7, 6-2, [10-6].
- Катарина Среботник выигрывает 4-й титул в сезоне и 34-й за карьеру в туре ассоциации.
- Елена Янкович выигрывает 1-й титул в сезоне и 2-й за карьеру в туре ассоциации.